# Liriomyza flaviantennata
Liriomyza flaviantennata este o specie de muște din genul Liriomyza, familia Agromyzidae, descrisă de Spencer în anul 1966. Conform Catalogue of Life specia Liriomyza flaviantennata nu are subspecii cunoscute.